# *-algebra di Banach
Una *-algebra di Banach {\displaystyle A} è un'algebra di Banach sul campo dei numeri complessi sulla quale sia definita un'applicazione {\displaystyle *:A\to A}, detta involuzione, con le seguenti proprietà:
- {\displaystyle (x+y)^{*}=x^{*}+y^{*}} per ogni {\displaystyle x,y\in A}
- {\displaystyle (\lambda x)^{*}={\bar {\lambda }}x^{*}} per ogni {\displaystyle \lambda \in \mathbb {C} } e ogni {\displaystyle x\in A}, dove {\displaystyle {\bar {\lambda }}} è il complesso coniugato di {\displaystyle \lambda }
- {\displaystyle (xy)^{*}=y^{*}x^{*}} per ogni {\displaystyle x,y\in A}
- {\displaystyle (x^{*})^{*}=x} per ogni {\displaystyle x\in A}

Il termine B*-algebra è stato introdotto da C. E. Rickart nel 1946 per descrivere una *-algebra di Banach che soddisfa:
{\displaystyle \|xx^{*}\|=\|x\|^{2}}
per tutti gli {\displaystyle x} nella data B*-algebra. Questa condizione implica che la *-involuzione è un'isometria, ovvero {\displaystyle \|x\|=\|x^{*}\|}, quindi {\displaystyle \|xx^{*}\|=\|x\|\|x^{*}\|} e dunque una B*-algebra è una C*-algebra.